# Cratere Tahia
Tahia  è un cratere sulla superficie di Venere.